# Marietta mexicana
Marietta mexicana är en stekelart som först beskrevs av Howard 1895.  Marietta mexicana ingår i släktet Marietta och familjen växtlussteklar. Inga underarter finns listade i Catalogue of Life.